# خانه شکوهی
خانه شکوهی مربوط به اواخر دوره قاجار - اوایل دوره پهلوی است و در یزد، جنب مسجد جامع کبیر، خانه در اصل متعلق به سید محمد شکوهی می باشد و این اثر در تاریخ ۱۱ مرداد ۱۳۸۴ با شمارهٔ ثبت ۱۲۶۶۵ به‌عنوان یکی از آثار ملی ایران به ثبت رسیده است.